# Mikroregion Santo Antônio de Jesus

Mikroregion Santo Antônio de Jesus

Mikroregion Santo Antônio de Jesus – mikroregion w brazylijskim stanie Bahia należący do mezoregionu Metropolitana de Salvador. Ma powierzchnię 15.811,13648 km²

## Gminy
- Aratuípe
- Cabaceiras do Paraguaçu
- Cachoeira
- Castro Alves
- Conceição do Almeida
- Cruz das Almas
- Dom Macedo Costa
- Governador Mangabeira
- Jaguaripe
- Maragogipe
- Muniz Ferreira
- Muritiba
- Nazaré
- Salinas da Margarida
- Santo Amaro
- Santo Antônio de Jesus
- São Felipe
- São Félix
- Sapeaçu
- Saubara
- Varzedo